# 2018-as lengyelországi helyi választások
A 2018-as lengyelországi helyi választásokat két fordulóban tartották, október 21-én és november 4-én, a helyi önkormányzati hivatalnokok kijelölésére. A választásokat 2018. augusztus 13-án írták ki.
A választásokra azután került sor, hogy 2018. január 11-én jelentős módosításokat fogadtak el a választási törvényben, többek közt azzal a céllal, hogy növeljék a részvételt, és többek közt négy évről öt évre hosszabbították az önkormányzati testületek és hivatalnokok mandátumának a tartamát.
A választás mintegy 2500 polgármesterről és a községek, járások, vajdaságok mintegy 47 ezer képviselőjéről döntött.

## Politikai jelentősége
Elemzők szerint a választás fő politikai üzenetét az jelentette, hogy lemérte a kormányzó Jog és Igazságosság párt (lengyelül Prawo i Sprawiedliwość, PiS) - és az Európai Bizottsággal Lengyelországot konfliktusokba vonó reformjai - támogatottságát a 2019-es évi Európai Parlamenti és lengyel törvényhozási választások előtt. A lengyel országos politikát a PiS uralta, a nagyvárosok és a regionális gyűlések többségét azonban az ellenzéki Polgári Platform és szövetségesei ellenőrizték.
Különös figyelem kísérte a polgármester választást Varsóban, amely ellenzéki fészek volt, de a kormánypárt jelöltje nem volt esélytelen a győzelemre. Itt a 33 éves Patryk Jaki helyettes igazságügy-miniszter küzdött meg a 46 éves Rafal Trzaskowski, a Polgári Platform jelöltjével. 

## Közvéleménykutatások
A közvélemény-kutatásokat a PiS vezette. Az előző, 2014-es választáson is ez a párt kapta a legtöbb szavazatot, de a 16 vajdaságból csak ötben győzött, és csak egy kormányzását szerezte meg. Elemzők szerint a mostani választáson a vajdaságok felében megszerezhette a legtöbb szavazatot a PiS, de nem a kormányzótöbbséget, koalíciókötési lehetőségei pedig bizonytalanok. A párt elsősorban az ország keleti felében volt erős, a Polgári Platform pedig nyugaton. A PiS helyzetét nehezítette, hogy sok támogatója a helyi választásokon inkább a kereszténydemokrata Lengyel Néppártra (lengyelül Polskie Stronnictwo Ludowe, PSL; a magyar sajtóban gyakran helytelenül Lengyel Parasztpárt) szokott szavazni.

## Eredmények
Az első fordulót a szavazatok számát tekintve a PiS nyerte, a nagyvárosokban - így a legfontosabb Varsóban - azonban nem tudta elragadni a polgármesteri posztokat az ellenzéktől. A PiS a szavazatok 32,3 százalékát nyerte el, szemben a Polgári Platform és a Modern (Nowoczesna) párt választási szövetsége (a Polgári Koalíció) szerezte 24,7 százalékkal. A Lengyel Néppárt 16,6 százalékot kapott. A PiS kilenc vajdaságban győzött, a Polgári Koalíció csak hétben, de az utóbbi több helyen is többséget érhet el a PSL-lel összefogva.

### Önkormányzatok
| Párt neve | Párt neve                      | 20.000 főnél nagyobb települések | 20.000 főnél nagyobb települések | 20.000 főnél kisebb települések | 20.000 főnél kisebb települések |
| Párt neve | Párt neve                      | % szavazatok                     | Kiosztott mandátumok             | % szavazatok                    | Kiosztott mandátumok            |
|           | Jog és Igazságosság            | 25,20                            | 1877                             | 15,72                           | 3931                            |
|           | Polgári Koalíció               | 19,41                            | 932                              | 0,80                            | 166                             |
|           | Lengyel Néppárt                | 1,19                             | 123                              | 8,52                            | 3077                            |
|           | Demokratikus Egyesült Baloldal | 3,70                             | 107                              | 0,82                            | 200                             |
|           | Független jelöltek             | 0,80                             | 22                               | 0,13                            | 31                              |
|           | Kukiz’15                       | 2,37                             | 18                               | 0,48                            | 75                              |
|           | KORWiN                         | 0,18                             | –                                | 0,02                            | 3                               |
|           | Lengyel Nemzeti Mozgalom       | 0,01                             | –                                | 0,02                            | 1                               |

| Párt neve | Párt neve                      | Elnökök (nagyvárosok) | Polgármesterek (kisvárosok) | Prefektusok (egyebek) |
| --------- | ------------------------------ | --------------------- | --------------------------- | --------------------- |
|           | Polgári Koalíció               | 19                    | 11                          | 3                     |
|           | Jog és Igazságosság            | 4                     | 62                          | 168                   |
|           | Demokratikus Egyesült Baloldal | 2                     | 3                           | 1                     |
|           | Lengyel Néppárt                | 1                     | 34                          | 138                   |
|           | Kukiz’15                       | 1                     | –                           | 3                     |
|           | Német Kisebbség Pártja         | –                     | 4                           | 9                     |
|           | Függetlenek                    | –                     | 2                           | 1                     |
|           | Sziléziai Regionális Párt      | –                     | –                           | 1                     |
|           | Szabad és Szolidaritás         | –                     | –                           | 1                     |
|           | Egyebek                        | 80                    | 706                         | 1221                  |

## Fordítás
Ez a szócikk részben vagy egészben  a   Wybory samorządowe w Polsce w 2018 roku című lengyel Wikipédia-szócikk ezen változatának fordításán alapul.  Az eredeti cikk szerkesztőit annak laptörténete sorolja fel. Ez a jelzés csupán a megfogalmazás eredetét és a szerzői jogokat jelzi, nem szolgál a cikkben szereplő információk forrásmegjelöléseként.